# 津村重舎 (二代目)
二代目 津村重舎（つむら じゅうしゃ、1908年（明治41年）9月5日 - 1997年（平成9年）7月12日）は、日本の実業家。東京都出身。株式会社津村順天堂（現 株式会社ツムラ）の二代目社長。漢方の復権に尽力した。幼名は基太郎。

## 来歴・人物
1874年（明治7年）発布の「医制」以後、日本の医療は西洋医学中心となり漢方医学・東洋医学は凋落していたが、1957年（昭和32年）10月、二代目重舎は自社ビル（中将湯ビル）の一部を漢方診療所（現金匱会診療所）とし、大塚敬節を中心として小出弥生、藤平健、伊藤清夫、相見三郎、山田光胤、大塚恭男ら著名な漢方医を迎え入れる。翌年その診療所は医療法人としての認可を受け、二代目重舎が理事長となるが、日本で漢方診療施設が法人認可されるのは初であった。さらに、学会事務所とするのに適切な場所がなかった日本東洋医学会に事務所を提供したり、漢方の復興と普及を図る目的とした「漢方友の会」を設立（1959年（昭和34年）4月）し、定期的な講演と機関誌「活」を発行するなど、財界側から漢方医や漢方医学界を支援した。
その後、漢方製剤を保険薬として申請するための活動を行うが、厚生省は、科学的証明ができていない、成分がわからないなどの理由から直ちには許可しなかった。当時日本医師会長であった武見太郎は、漢方医ではないものの、明治政府が自国の伝統的医学を抑圧してきたことを好ましいこととは考えていなかったため、二代目重舎らの申請に対し「反対しない」という態度をとった。厚生省も大塚敬節を薬事審議会委員に委嘱するなどした結果、漢方製剤が薬価基準に収載される（1967年（昭和42年）に小太郎漢方製薬の4品目が薬価収載され、1976年（昭和51年）に津村順天堂の33処方を始め41処方・54品目が追加収載）。

## 経歴
- 1908年（明治41年）：初代津村重舎の長男として東京府日本橋に生まれる。
- 1934年（昭和9年）：慶應義塾大学経済学部卒業
- 1935年（昭和10年）12月：兵役（近衛第一連隊入隊）
- 1936年（昭和11年）：津村順天堂が株式会社に改組、兵籍のまま取締役に就任
- 1937年（昭和12年）：除隊
- 1941年（昭和16年）：初代津村重舎の死去に伴い、二代目重舎を襲名、津村順天堂および東亜公司の社長に就任
- 1944年（昭和19年）：応召、成田無線通信隊に配属。11月近衛師団司令部に異動。
- 1945年（昭和20年）9月：復員
- 1946年（昭和21年）4月：経済同友会設立発起人
- 1947年（昭和22年）1月：日本生薬学会賛助会員
- 1947年（昭和22年）8月：東興薬品商事設立、社長就任
- 1950年（昭和25年）3月：日本東洋医学会賛助会員
- 1950年（昭和25年）7月：津村建物設立、社長就任
- 1951年（昭和26年）1月：津村交易設立、社長就任
- 1957年（昭和32年）10月：中将湯ビルに漢方診療所開設、医療法人金匱会設立（翌年1月認可）、理事長就任
- 1959年（昭和34年）4月：漢方友の会設立、理事長就任
- 1965年（昭和40年）5月：東京都家庭薬工業協同組合理事長就任
- 1966年（昭和41年）2月：全国家庭薬協議会会長就任
- 1967年（昭和42年）6月：東京都薬事審議会委員就任
- 1970年（昭和45年）7月：東京生薬協会会長就任
- 1972年（昭和47年）：漢方友の会の事業を継承・発展させた日本漢方医学研究所設立、理事長就任
- 1976年（昭和51年）2月：社長退任、会長に就任
- 1976年（昭和51年）9月：津村順天堂の医療用漢方製剤が保険薬に指定される
- 1979年（昭和54年）8月：漢方生薬剤研究会会長就任
- 1983年（昭和58年）7月：日本漢方製剤協会会頭就任
- 1995年（平成7年）6月：相談役に就任
- 1997年（平成9年）：88歳で死去。

## 親族
妻の和子（1911年生）は八馬財閥の八馬永蔵の娘で、日本女子大学家政科卒。長男の昭（1936年生）はツムラ三代目社長（のち特別背任罪で有罪）。同社四代目社長の風間八左衛門（智）は甥（姉の子）。妹たちの夫に政治学者の島田久吉、実業家の沢山信吉（沢山精八郎六男）、日比谷一郎（日比谷平左衛門の孫）らがいる。